# Christophe Galtier
Christophe Galtier (født 28. august 1966 i Marseille, Frankrig) er en fransk professionel fodboldmanager og tidligere spiller, der spillede som forsvarsspiller. Han er hovedtræner for Ligue 1 klub PSG.

## Karriere

### Som spiller
Galtier tilbragte det meste af sin spillekarriere i Frankrig med sin hjembyklub Olympique de Marseille.

### Som træner
I december 2009 blev Galtier udnævnt til cheftræner for AS Saint-Étienne, med ASSE i fare for nedrykning efter Alain Perrins afgang. I sin første sæson guidede Galtier med succes ASSE i sikkerhed og sluttede på en 17. plads. ASSE sluttede i top 10 i Ligue 1 i de syv på hinanden følgende sæsoner af Galtiers embedsperiode, hvor 4 af disse sæsoner sluttede på en europæisk plads. I 2013 besejrede ASSE Stade Rennais FC for at vinde Coupe de la Ligue, deres første trofæ i 32 år.
Galtier vandt prisen Årets bedste manager ved Trophées UNFP du fodbold i 2013, som han delte med Carlo Ancelotti, og igen i 2019 efter Lille endte på andenpladsen i 2018-19 sæsonen i Ligue 1. Han vandt pokalen for tredje gang i 2021 efter at have guidet Lille til deres fjerde Ligue 1 -titel i klubhistorien.
 Der er for få eller ingen kildehenvisninger i denne artikel, hvilket er et problem. Du kan hjælpe ved at angive troværdige kilder til de påstande, som fremføres i artiklen.